# فورد الیت
فورد الیت (Ford Elite) خودرویی است که در سال‌های ۱۹۷۴ تا ۱۹۷۶تولید شده‌است. طراحی آن خودروهای موتور جلو-محور عقب بوده است. سیستم جعبه‌دندهٔ آن ۳ دنده به صورت خودکار است.